# Чжицзян
Чжицзя́н (кит. упр. 枝江, пиньинь Zhījiāng) — городской уезд городского округа Ичан провинции Хубэй (КНР).

## История
Во времена империи Хань в этих местах был создан уезд Чжицзян (枝江县). В начале эпохи Троецарствия его северная часть была выделена в отдельный уезд Цзинъян (旌阳县), но в эпоху Южных и Северных династий при южной империи Сун уезд Цзинъян был опять присоединён к уезду Чжицзян.
После образования КНР в 1949 году был создан Специальный район Ичан (宜昌专区), и уезд вошёл в его состав. В 1955 году уезд Чжицзян был присоединён к уезду Иду. В 1959 году Специальный район Ичан был расформирован, а вместо него был образован Промышленный район Иду (宜都工业区), но в 1961 году Промышленный район Иду был расформирован, и был вновь создан Специальный район Ичан. В 1962 году был воссоздан уезд Чжицзян. В 1970 году Специальный район Ичан был переименован в Округ Ичан (宜昌地区). 
В 1992 году город Ичан и округ Ичан были объединены в городской округ Ичан.
В 1995 году из уезда Чжицзян был выделен район Сяотин.
В 1996 году уезд Чжицзян был преобразован в городской уезд.

## Административное деление
Городской уезд делится на 1 уличный комитет и 8 посёлков.